# Sinophorus turionum
Sinophorus turionum är en stekelart som först beskrevs av Julius Theodor Christian Ratzeburg 1844.  Sinophorus turionum ingår i släktet Sinophorus och familjen brokparasitsteklar. Arten är reproducerande i Sverige. Inga underarter finns listade i Catalogue of Life.